# Адай-хан
Адай-хан (1390 —1438) — 12-й великий каган Монгольського ханства в 1425—1438 роках.

## Життєпис
Стосовно походження існують дискусії: за одними відомостями він був нащадком Джочі-Хасара, молодшого брата Чингісхана, за іншими — Када'ана, сина великого кагана Угедея. Народився у 1390 році. Опинився під фактичною опікою Аргутая, володаря Східної Монголії. Протягом 1420-х років брав участь у війнах проти імперії Мін. Водночас був намісником області Хорчін.
У 1425 році повалив Ойрадай-хана, кагана Монгольської держави, ставши сам каганом. При цьому обмежив вплив Аргутая. Оголосив себе сином Оруг Темур-хана, ймовірно намагаючись привернути на свій бік ойратів. Зосередив основну увагу на приборканні ойратів. На бік нового кагана перейшов Аджай-тайши, син Нігулесугчі-хана, що виховувався ойратами. Адай-хан спільно з Аджай-тайши і Аргутаєм завдав поразки ойратам у битві біля Бор-Ногой-Зун. В полон потрапив Тогон-тайши, один з впливовіших правителів ойратів. Згодом Айдай-хан повернув волю Тогону, призначивши того очільником 4 племен ойратів.
У 1433 році Тогон-тайши підняв повстання проти кагана, завдавши тому того ж року поразки. Новим каганом було оголошено Тайсун-хана. Адай-хан вимушений був відступити за Великий Хінган. У 1434 році Аргутайзазнав поразки й загинув. У Адай-хана не залишилося союзників. У 1436 і 1438 роках зазнав поразок від ойратів. За різними свідченнями був убитий Тайсун-ханом або Тогон-тайши, коли намагався сховатися у кенотафі Чингізхана.